# 大丘園 (嘉義縣)
大丘園，原寫為大坵園，是臺灣嘉義縣民雄鄉的一個傳統地域名稱，位於該鄉南部偏東地帶。相較於今日行政區，其範圍包括大崎村南部（縣道166號以南）、北斗村南部東側凸出部分的北大半部。

## 歷史
台灣日治初期，大丘園地區為一街庄（舊制街庄），稱為「大坵園庄」，隸屬於打貓東下堡。該庄北與大崎腳庄為鄰，東邊及東南邊為林仔尾庄，西南邊隔牛稠溪與後湖庄為界，西北邊為北勢仔庄。
1901年（日治明治三十四年）11月11日，全台設置二十廳，該庄隸屬於嘉義廳。1904年（明治三十七年）2月15日，該庄編入「大崎腳區」，隸屬於嘉義廳。1909年（明治四十二年）10月25日，全台整併二十廳為十二廳，該庄仍隸屬於嘉義廳。1910年（明治四十三年）1月18日，各區管轄區域調整，該庄仍隸屬於嘉義廳的「大崎腳區」。
1920年（大正九年）10月1日，全台廢十二廳改設五州二廳，該庄改制並雅化為「大丘園」大字，隸屬於臺南州嘉義郡民雄庄（新制街庄）。
戰後民雄庄改制為民雄鄉，隸屬於臺南縣，大字亦改制為村。1950年（民國39年）10月，雲、嘉、南分治，民雄鄉改隸屬於嘉義縣。

## 聚落
本地區發展較早的聚落有大坵園、十四甲等，在日治期初期的官方地圖上已有記載。

## 交通
縣道162乙線是大林至大崎的道路，其南側端點（終點）位於本地區北部邊界地帶的縣道166號路口。由此北行可前往大林鎮大林市區南側，並止於縣道162號轉角路口暨鄉道嘉99線路口。
縣道166號是東石至瑞里的道路，經過本地區北部邊界地帶。由該道路西行可前往新港鄉、六腳鄉、東石鄉，並止於縣道168號轉角路口；東行可前往竹崎鄉、梅山鄉的瑞里，並止於縣道162甲線路口。
鄉道嘉107線是民雄至溪底寮的道路。
鄉道嘉109線是大崎腳至圳仔頭的道路。
鄉道嘉178線是溪底寮至林仔尾的道路。